# Açude do Tubarão
O Açude do Tubarão ou Açude Tubarão fica localizado no município de São José do Bonfim, estado da Paraíba, e é um manancial de porte médio que quando sangra leva água para o Açude do Jatobá, no município de Patos.